# Prosperity (Carolina del Sud)
Prosperity és una població dels Estats Units a l'estat de Carolina del Sud. Segons el cens del 2000 tenia 1.047 habitants.

## Demografia
Segons el cens del 2000, Prosperity tenia 1.047 habitants, 415 habitatges i 293 famílies. La densitat de població era de 191,6 habitants/km².
Dels 415 habitatges en un 33,5% hi vivien nens de menys de 18 anys, en un 46% hi vivien parelles casades, en un 19,5% dones solteres, i en un 29,2% no eren unitats familiars. En el 26,3% dels habitatges hi vivien persones soles el 13,3% de les quals corresponia a persones de 65 anys o més que vivien soles. El nombre mitjà de persones vivint en cada habitatge era de 2,51 i el nombre mitjà de persones que vivien en cada família era de 3,01.
Per edats la població es repartia de la següent manera: un 27,8% tenia menys de 18 anys, un 7,1% entre 18 i 24, un 29,1% entre 25 i 44, un 22% de 45 a 60 i un 14% 65 anys o més.
L'edat mediana era de 35 anys. Per cada 100 dones de 18 o més anys hi havia 77,5 homes.
La renda mediana per habitatge era de 30.875 dòlars i la renda mediana per família de 39.261 dòlars. Els homes tenien una renda mediana de 31.406 dòlars mentre que les dones 19.226 dòlars. La renda per capita de la població era de 15.323 dòlars. Entorn del 14,6% de les famílies i el 16,9% de la població estaven per sota del llindar de pobresa.

## Poblacions més properes
El següent diagrama mostra les poblacions més properes.